# Pyramica thuvida
Pyramica thuvida är en myrart som först beskrevs av Bolton 1983.  Pyramica thuvida ingår i släktet Pyramica och familjen myror. Inga underarter finns listade i Catalogue of Life.

## Bildgalleri

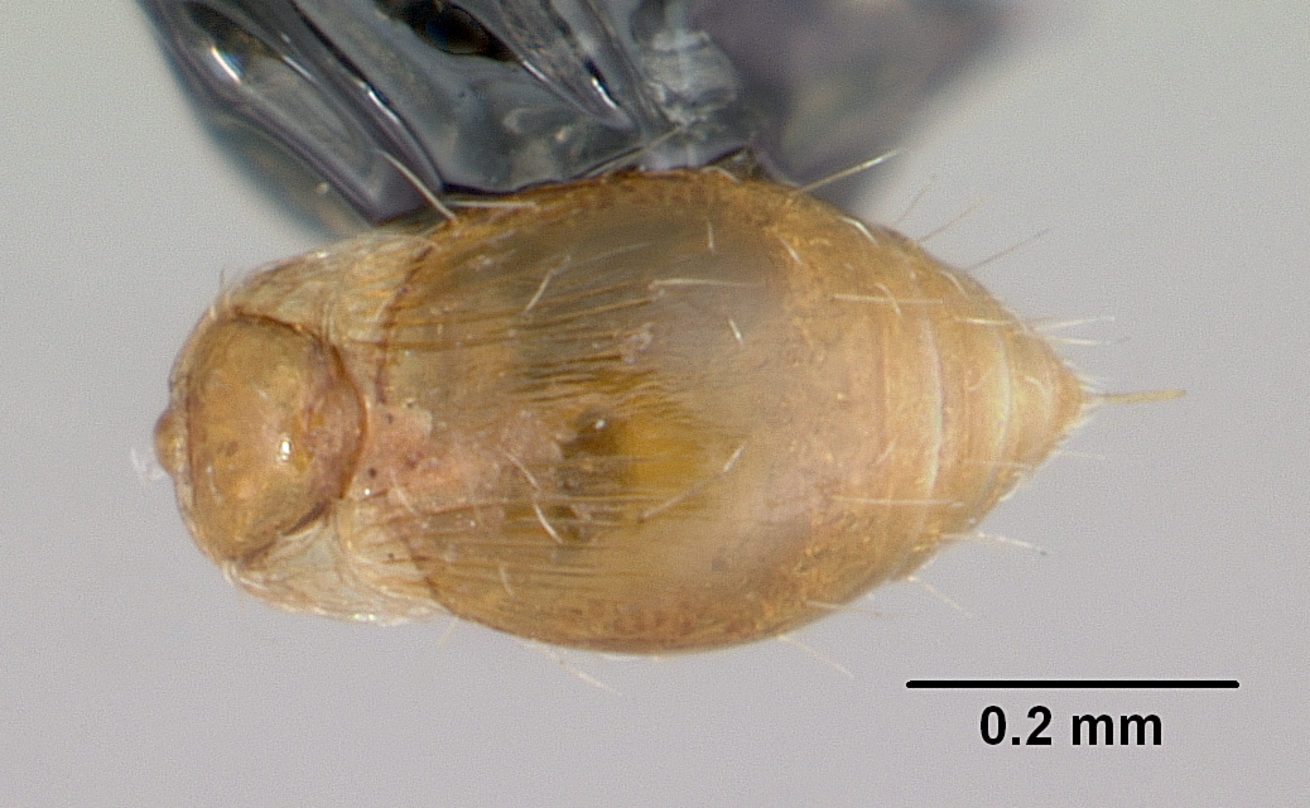
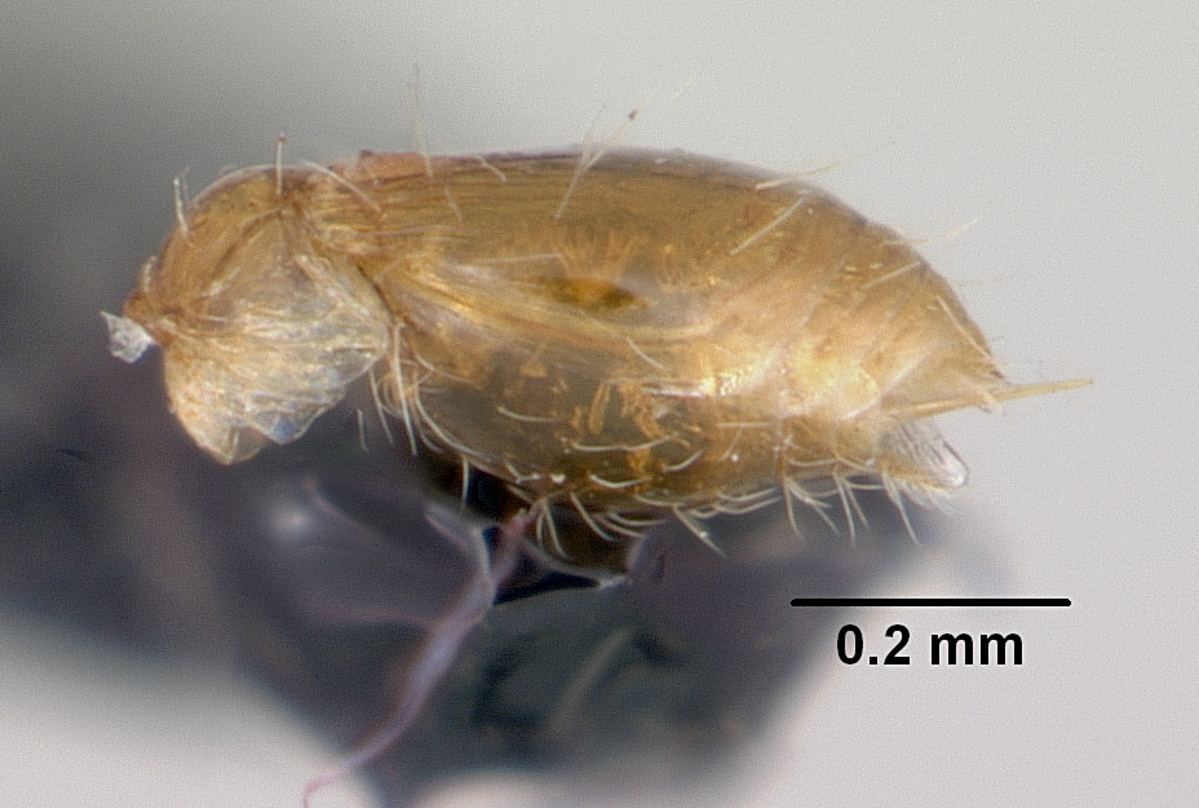